# Seiland
Seiland (Sami: Sievju) es una isla en el suroeste de Hammerfest en el condado de Finnmark. La isla está dividida entre los municipios de Hammerfest, Alta y Kvalsund y tiene una superficie de 559 km². Esto la convierte en la octava isla más grande en la parte continental de Noruega.
Las excavaciones arqueológicas han demostrado que las personas han vivido en Seiland desde hace 7000 años, pero hoy sólo viven en Kårhamn, Hønseby, Eidvågen, Fiskebukta, Survika, Altneset y Hakkstabben.
Desde 2006, gran parte de la isla constituye el Parque nacional Seiland.
Hay dos glaciares en Seiland: Seilandsjøkelen y Nordmannsjøkelen.